# Meringis agilis
Meringis agilis är en loppart som beskrevs av Eads 1960. Meringis agilis ingår i släktet Meringis och familjen mullvadsloppor. Inga underarter finns listade i Catalogue of Life.